# Podmrzlica
Podmrzlica je največji zaselek v kraju Matke (občine Prebold) na skrajnem južnem robu Savinsjke doline.
Razteza se skoraj od začetka samega kraja, pa vse do vrha Mrzlice (1122 m). Nad zaselkom so vrhovi Kamnik, Golava, Homič in Mrzlica. Glavni del zaselka se nahaja 2 km od konca kraja Matke. Večina zaselka je sestavljenega iz domačji in kmetij (večinoma samotnih). Prav tako pa večina domačji leži višje od 400 metrov pa do prbl. 760 metrov. Danes je nekaj domačji zapuščenih oz. podrtih in planine se zaraščajo gozdovi pa preraščajo.

## Prebivalstvo
Prebivalstvo ni bilo nikoli uradno šteto je pa iz podatkov domačinov prebivalcev (l. 2023) bilo okoli 40. 

## Geografija
Zaselek leži na predalpskem oz. sredogorksem območju. Spada pod Posavsko hribovje, v severno osrednji del slednjega. Ime je dobilo po vrhu Mrzlice. Območje ima podobno obliko ledeniške doline (to naj bi bila posledica nekdanjih ledenikov, ki naj bi bili tu pred milijon leti). Zato pa temu območju pravimo dolinski kot. Mimo teče hudurniški potok Kolja, ki se izliva v Savinjo. Območje spada pod Naturo 2000, saj na tem območju rastejo endemiti slovenskih rastlin (kranjska lilija, avrikelj...) in pa je od mnogim zaščitenim živalim kot so gamsi, sokol selec in ruševec oz. diviji petelin. Na severu zaselek omejuje ozka dolina Kolje in Hom (608 m), na vzhodu skalnati Kamnik (861 m), na SZ Golava (834 m), na jugu pa Mrzlica (1122 m) in Homič na JZ (1082 m). Med drevjem prevladuje bukev, smreka, javor pa tudi hrast in kostanj. Na travnikih oz. na nekdanjih planinah pa zasledimo stare lipe. Kot območje, ki se mora ohraniti bi se moral skleniti zakon o povečavi Krajinskega parka Mrzlica, ali pa ustanovitvi krajinskega ali regisjkega paraka Severnega Posavskega hribovja.